# Cezar Ferreira
Cezar Jesus Ferreira, född 15 februari 1985 i Ibitinga, är en brasiliansk MMA-utövare som 2012-2019 tävlade i organisationen Ultimate Fighting Championship och sedan 2020 tävlar i PFL.